# Off Piotrkowska

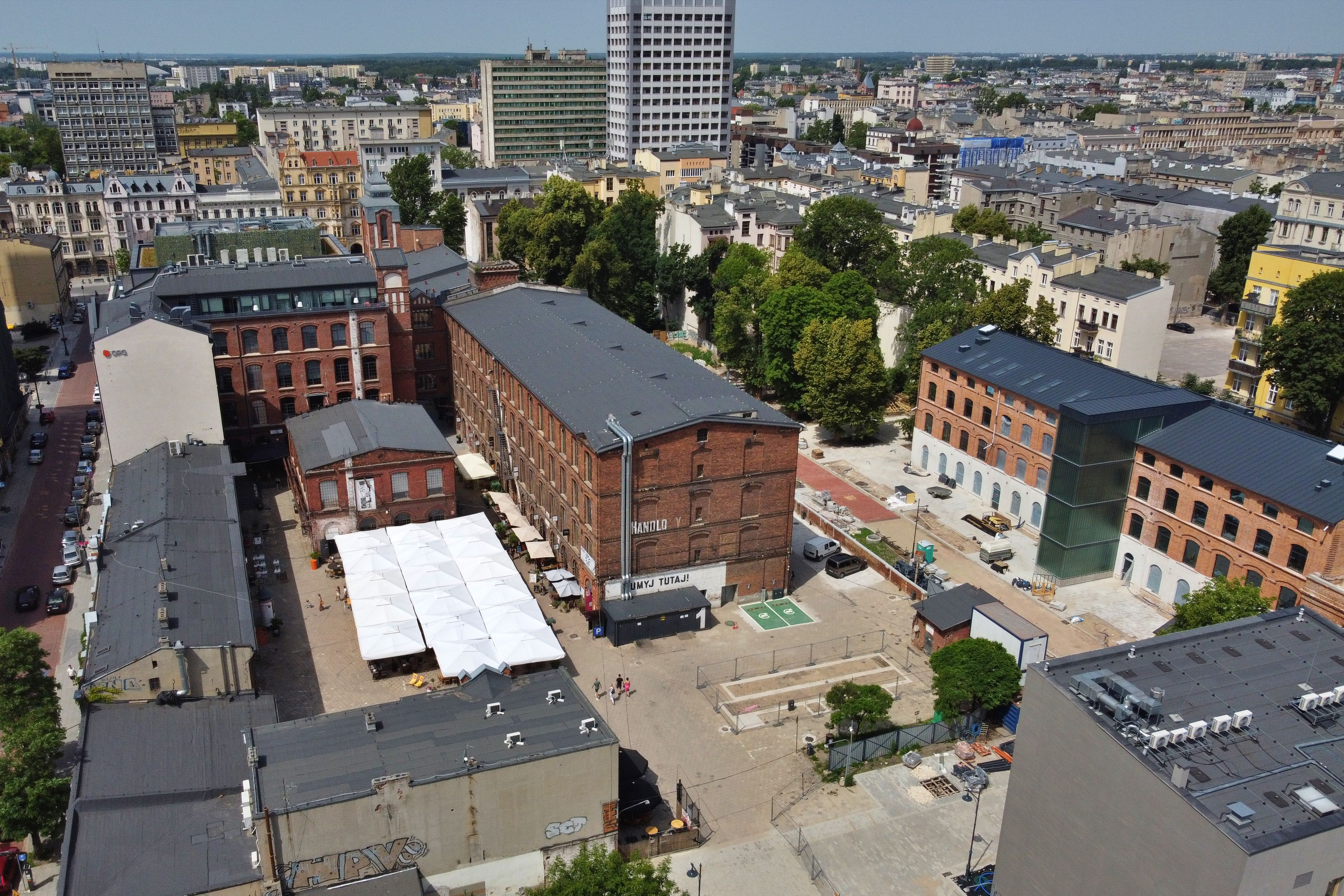
Off Piotrkowska widziana z góry od strony ul. Sienkiewicza (2022)

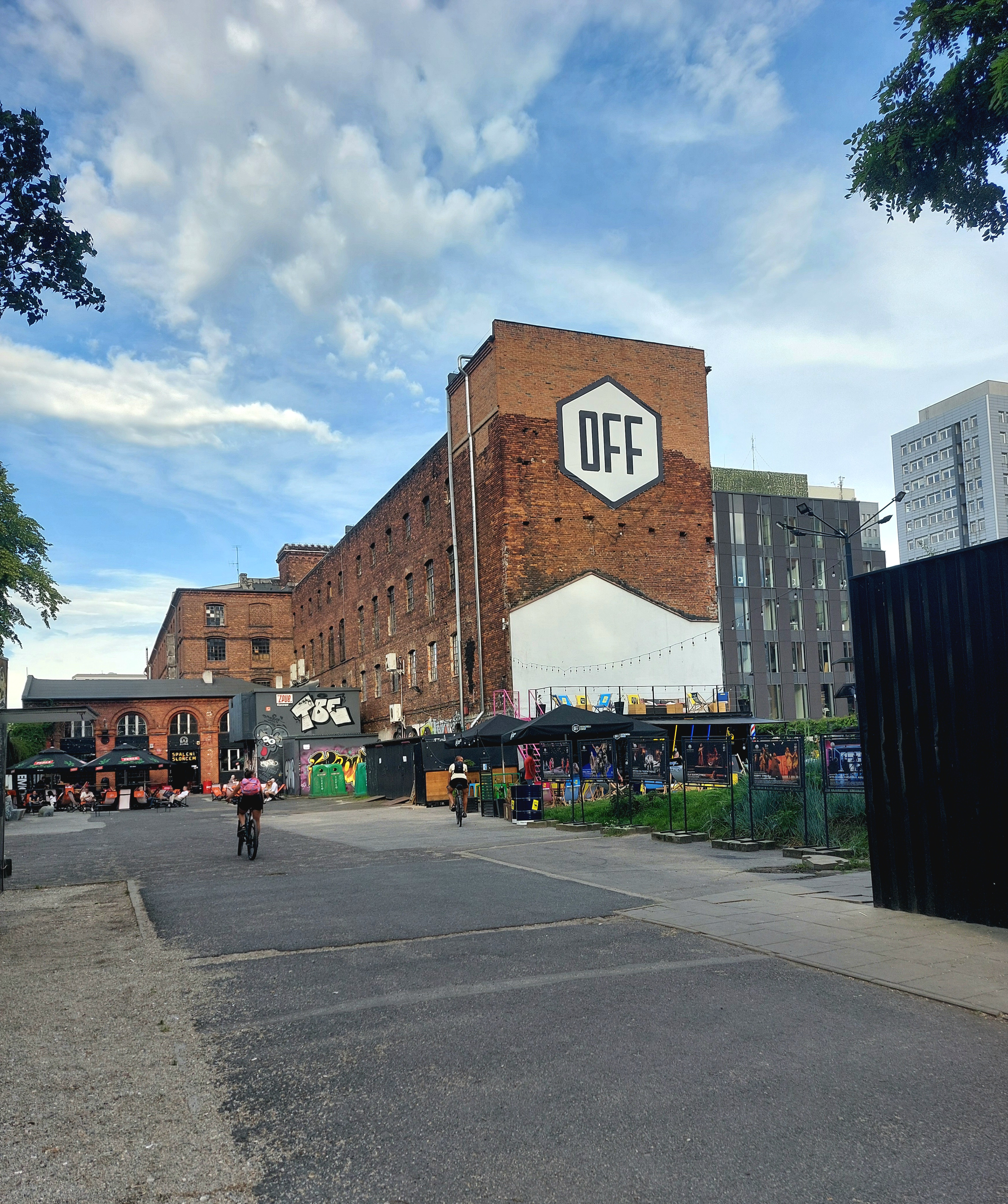
Fragment Off Piotrkowska od strony ul. Piotrkowskiej (2024)

Off Piotrkowska (zapis stylizowany: OFF Piotrkowska) – alternatywny kompleks wielofunkcyjny usytuowany w Łodzi na terenach dawnej przędzalni i tkalni Franciszka Ramischa przy ul. Piotrkowskiej 138/140.
Obiekt znajduje się na liście siedmiu nowych cudów Polski, która powstała w 2014 roku na podstawie wyników plebiscytu z udziałem czytelników „National Geographic Traveler”. Na terenie kompleksu mieszczą się pracownie architektów, projektantów mody, designu, jak również kluby muzyczne, restauracje, przestrzenie wystawiennicze, sale prób, showroomy, concept store i klubokawiarnie. Na terenie Off Piotrkowska odbywają się również imprezy masowe, w tym coroczny festiwal muzyczny Domoffon Festiwal.

## Historia
Na przełomie XIX i XX wieku w budynkach fabrycznych mieściła się tkalnia i przędzalnia wyrobów bawełnianych Franciszka Ramischa.

W okresie Polski Ludowej na terenach dawnej przędzalni i tkalni Franciszka Ramischa została uruchomiona Łódzka Przędzalnia Przemysłu Bawełnianego, a później Zakłady Przemysłu Bawełnianego im. gen. Waltera. Od 1999 roku budynki pofabryczne były wykorzystywane przez różne firmy. Na podwórku przy ul. Piotrkowskiej 138/140 znajdowało się skupisko budek z azjatyckim jedzeniem, nazywane przez łodzian „China Town”. Pod koniec 2011 firma OPG Orange Property Group, właściciel terenu, uruchomił projekt Off Piotrkowska. Pomysłodawcą i aktualnym koordynatorem projektu Off Piotrkowska jest Michał M. Styś, Wiceprezes Zarządu OPG Property Professionals. Łączna powierzchnia Off Piotrkowska wynosi 12,898 tys. m², natomiast powierzchnia użytkowa obejmuje 6,537 tys. m².